# إيرين هيرفي
إيرين هيرفي (بالإنجليزية: Irene Hervey) هي ممثلة أمريكية، ولدت في 11 يوليو 1909 في الولايات المتحدة، وتوفيت بنفس المكان في 20 ديسمبر 1998 بسبب قصور القلب.

## وصلات خارجية
- إيرين هيرفي على موقع IMDb (الإنجليزية)
- إيرين هيرفي على موقع ألو سيني (الفرنسية)
- إيرين هيرفي على موقع تيرنر كلاسيك موفيز (الإنجليزية)
- إيرين هيرفي على موقع أول موفي (الإنجليزية)
- إيرين هيرفي على موقع قاعدة بيانات برودواي على الإنترنت (الإنجليزية)
- إيرين هيرفي على موقع قاعدة بيانات الأفلام السويدية (السويدية)
- إيرين هيرفي على موقع إن إن دي بي (الإنجليزية)
- إيرين هيرفي على موقع قاعدة بيانات الفيلم (الإنجليزية)
- إيرين هيرفي على موقع كينوبويسك (الروسية)